# Clara Cullen
Clara Cullen (Buenos Aires, Argentina) es una escritora y directora de cine argentina.  

## Biografía
Clara Cullen nació en Buenos Aires, Argentina. Estudió cine en la Universidad del Cine en Buenos Aires y realización documental en la Parsons School of Design en Nueva York. Se formó con Spike Lee en Nueva York y con Werner Herzog en Los Ángeles. Mientras vivía en Nueva York, realizó una serie de entrevistas a estrellas de cine porno que fueron exhibidas en la Galería Maccarone (NYC) y la Galería FacSimile (Milán) en 2010.
Clara colabora regularmente con Nowness y The New York Times. Con el apoyo de Nowness, dirigió una serie de cortometrajes: Beauty is a Form of Genius, Airtight, Above and Below y Max. Su película interactiva Ballroom Battle ganó un premio Lovies en 2013. En colaboración con la bailarina y coreógrafa Cecilia Bengolea, dirigió una serie de películas rodadas en Río de Janeiro, Brasil, exhibidas en el Festival Zurich Moves en 2014.
Inspirada en la deep web, en 2015 dirigió su primera ópera, Hércules en Mato Grosso, presentada en el Dixon Place Theater en el Lower East Side de Nueva York, en colaboración con el prestigioso Teatro Colón de Argentina. En 2016 fue seleccionada para una residencia cinematográfica en la Fundación Prada en Venecia. Ese mismo año comenzó a rodar un documental sobre su bisabuela, la primera mujer directora de cine en Argentina.
Su trabajo fue exhibido en la Bienal de la Imagen en Movimiento en Buenos Aires, en el Faena Art Center en 2017. En 2018, dirigió su primer videoclip para la cantante sueca Lykke Li, Utopia, que acumuló más de medio millón de vistas en YouTube. En 2019, junto con el compositor de jazz Richard Sear, ganó la beca Shed Open Call Commission en Nueva York, un apoyo para realizar una performance en la que la proyección se usaba como un instrumento, generando frases visuales en respuesta a la improvisación sonora. Se presentaron en The Shed de NYC, en la primavera de 2019.
Clara presentó su documental Lost and Found en 2021 en festivales como Visions du Réel, IndieLisboa, SEMINCI y BADOC. Su largometraje Manuela tuvo su estreno mundial en el Festival de Cine de Mar del Plata en 2022 y ganó el premio a la Mejor Película Latinoamericana y Española en el Santa Barbara Film Festival y a mejor dirección en el Next Generation Indie Film Awards, además de su exhibición en múltiples festivales internacionales.

## Filmografía
- Lost and found (2021): directora
- Manuela (2022): directora.

## Distinciones
- Nueva Vision Award – Santa Barbara International Film Festival
- Best Narrative – Cine de Las Americas Film Festival
- Best Direction – Next Generation Indie Film Awards